# 柳瀬雄之
柳瀬 雄之（やなせ ゆうじ、7月22日 - ）は、日本のアニメ監督、アニメーター。

## 人物
幼少期は自宅に実姉、近所に親戚の姉がいる環境にて育ち、小学6年生当時には庄司陽子の『生徒諸君!』（講談社）に夢中となるなど少女漫画が好きだったことから、絵で飯を食べられるようになろうと漫画家を目指す。その後、少女漫画雑誌『りぼん』（集英社）に原稿を持ち込むが、編集からの評価が賞レースでいうところの「あと一歩」だったことから自分には才能が無いと感じたため、アニメーターなら上達も早いのではと考え、アニメ雑誌に掲載されていた募集に応募してサンライズ系の制作会社に入社する。
やがて、作画監督のついでにとプロデューサーに誘われて演出を初めて担当した作品では上手く行かず、悔しかったからとさらに担当した他の作品で要領を掴めると、演出も多く担当するようになる。アニメーションでは作画も演出も監督も役者だと考えており、作画での演技の作り方が演出では大きく異なることから、作画だけを担当していた当時の視野の狭さを思い知らされた結果、演出の経験で視野が広がったのはありがたいと思っているという。
2014年には『ひめゴト』で初めて監督を担当したが、これもそれ以前に好きな別作品のアニメ化企画を出版社に提案するなどの行動に出ていた当時に誘われたものである。なお、『ひめゴト』や『温泉幼精ハコネちゃん』では絵コンテも全話担当したが、これらは短編であるだけでなく統一感が特に必要な作品だと思ったからであるという。
自分の監督作品では若手声優にチャンスを与えられる場を作ろうとの考えから、メインには難しいがサブにはできるだけ経験の無い人を呼びたいと思っているという。
2024年に監督を担当した『歴史に残る悪女になるぞ』では、ドイツのポツダムにて同年7月19日から21日まで開催されたアニメイベント「Anime Messe Babelsberg」で第1話の世界最速プレミア上映を行うこととなり、現地に登壇してライブドローイングやサイン会にも参加した。

## 作品

### テレビアニメ
1996年
- セイバーマリオネットJ（作画監督）

1997年
- スレイヤーズTRY（作画監督）
- マッハGoGoGo（作画監督）
- はいぱーぽりす（作画監督）
- バトルアスリーテス大運動会（作画監督）
- 超魔神英雄伝ワタル（作画監督）

1998年
- BURN-UP EXCESS（作画監督）
- 魔法のステージファンシーララ（作画監督）
- ビーストウォーズII 超生命体トランスフォーマー（演出・作画監督）

1999年
- ベターマン（キャラクター作画監督）
- ビーストウォーズネオ 超生命体トランスフォーマー（演出・作画監督）
- 火魅子伝（作画監督）
- 天使になるもんっ!（作画監督）
- へっぽこ実験アニメーション エクセル♥サーガ（作画監督）

2000年
- グラビテーション（演出）
- うちゅう人 田中太郎（作画監督）

2001年
- 学園戦記ムリョウ（作画監督）
- だぁ!だぁ!だぁ!（作画監督）
- SAMURAI GIRL リアルバウトハイスクール（作画監督）
- Hellsing（作画監督）
- シャーマンキング（作画監督）

2002年
- 七人のナナ（作画監督）
- ちょびっツ（作画監督）
- シスター・プリンセス RePure（作画監督）

2003年
- 人間交差点（作画監督）
- TEXHNOLYZE（作画監督）
- ふたつのスピカ（演出・作画監督）
- グリーングリーン（演出・作画監督）
- BPS バトルプログラマーシラセ（作画監督）

2004年
- 北へ。〜Diamond Dust Drops〜（演出）
- MEZZO -メゾ-（作画監督）
- 今日からマ王!（演出・作画監督）

2005年
- エレメンタル ジェレイド（作画監督）
- ピーチガール（絵コンテ・作画監督）
- こいこい7（作画監督）
- いちご100%（絵コンテ）
- UG☆アルティメットガール（作画監督）
- ARIA The ANIMATION（作画監督）
- 涼風（作画監督）

2006年
- ノエイン もうひとりの君へ（演出）
- 夢使い（作画監督）
- LEMON ANGEL PROJECT（絵コンテ・演出）
- 牙 KIBA（演出）
- ARIA The NATURAL（作画監督）

2007年
- 天保異聞 妖奇士（演出）
- 瀬戸の花嫁（絵コンテ・演出）
- 鋼鉄三国志（絵コンテ）
- 地球へ… TOWARD THE TERRA（絵コンテ・演出）

2008年
- 天体戦士サンレッド（絵コンテ）
- 北斗の拳 ラオウ外伝 天の覇王（絵コンテ・作画監督）

2009年
- 蒼天航路（絵コンテ）
- みなみけ おかえり（絵コンテ）
- 真・恋姫†無双（演出）
- 11eyes（絵コンテ・作画監督）
- けんぷファー（作画監督）
- クプ〜!!まめゴマ!（絵コンテ・演出・作画監督）

2010年
- 遊☆戯☆王5D's（演出・作画監督）
- れでぃ×ばと!（演出）
- FAIRY TAIL（演出）
- あそびにいくヨ!（絵コンテ・演出）
- 真・恋姫†無双〜乙女大乱〜（絵コンテ・演出・作画監督）
- そらのおとしものf（作画監督）
- もっと To LOVEる -とらぶる-（演出）
- 咎狗の血（作画監督）
- とある魔術の禁書目録II（作画監督）

2011年
- カードファイト!! ヴァンガード（作画監督）
- けんぷファー für die Liebe（作画監督）
- C THE MONEY OF SOUL AND POSSIBILITY CONTROL（演出）
- 電波女と青春男（作画監督）
- ゆるゆり（絵コンテ・作画監督）
- 神様ドォルズ（演出）
- 未来日記（絵コンテ・演出）
- 真剣で私に恋しなさい!!（作画監督）

2012年
- 遊☆戯☆王ZEXAL（演出）
- 戦姫絶唱シンフォギア（作画監督）
- 輪廻のラグランジェ season2（演出）
- 聖闘士星矢Ω（演出・作画監督）

2013年
- マギ The labyrinth of magic（絵コンテ・演出）
- GJ部（絵コンテ）
- 生徒会の一存 Lv.2（演出）
- たまごっち! ゆめきらドリーム（作画監督）
- 神さまのいない日曜日（演出）
- ダンガンロンパ 希望の学園と絶望の高校生 The Animation（絵コンテ・作画監督）
- 神のみぞ知るセカイ 女神篇（作画監督）
- 獣旋バトル モンスーノ（作画監督）
- 魔界王子 devils and realist（演出）
- 勇者になれなかった俺はしぶしぶ就職を決意しました。（絵コンテ）
- アウトブレイク・カンパニー（演出）

2014年
- 妖怪ウォッチ（絵コンテ・演出）
- ひめゴト（監督・絵コンテ・演出・作画監督）
- ポケットモンスター XY（演出）
- オレん家のフロ事情（絵コンテ・演出）
- 曇天に笑う（演出）
- クロスアンジュ 天使と竜の輪舞（演出）

2015年
- やはり俺の青春ラブコメはまちがっている。続（演出）
- パンチライン（絵コンテ）
- 温泉幼精ハコネちゃん（監督・絵コンテ・演出・キャラクターデザイン・作画監督・総作画監督）

2016年
- NARUTO -ナルト- 疾風伝（演出）
- パンでPeace!（絵コンテ・演出・作画監督）
- 食戟のソーマ 弐ノ皿（作画監督）
- 91Days（演出）
- ろんぐらいだぁす!（作画監督）
- クラシカロイド（作画監督）

2017年
- 王室教師ハイネ（絵コンテ・演出・作画監督）
- 異世界はスマートフォンとともに。（監督・絵コンテ・演出）
- カードファイト!! ヴァンガードG Z（作画監督）
- 戦刻ナイトブラッド（絵コンテ・演出・作画監督）

2018年
- ダメプリ ANIME CARAVAN（絵コンテ）
- Cutie Honey Universe（絵コンテ・演出）
- 悪偶 -天才人形-（絵コンテ）
- イナズマイレブン アレスの天秤（演出）
- 狐狸之声（絵コンテ・演出）

2019年
- うちの娘の為ならば、俺はもしかしたら魔王も倒せるかもしれない。（監督・絵コンテ・演出・作画監督）
- 警視庁 特務部 特殊凶悪犯対策室 第七課 -トクナナ-（絵コンテ）

2020年
- プランダラ（作画監督）
- 神達に拾われた男（監督・絵コンテ・演出・作画監督）
- 100万の命の上に俺は立っている（第1シーズン）（絵コンテ・演出・作画監督）

2021年
- 100万の命の上に俺は立っている（第2シーズン）（絵コンテ・演出・作画監督）

2022年
- リアデイルの大地にて（監督・絵コンテ・演出・作画監督）

2023年
- 神達に拾われた男2（監督・絵コンテ・演出・作画監督）
- レベル1だけどユニークスキルで最強です（監督・絵コンテ・演出・作画監督）

2024年
- 外科医エリーゼ（作画監督）
- 歴史に残る悪女になるぞ（監督・絵コンテ・演出・作画監督）

2025年
- 異世界黙示録マイノグーラ〜破滅の文明で始める世界征服〜（監督）

### OVA
1998年
- フォトン（作画監督）

### Webアニメ
2012年
- こいけん! 〜私たちアニメになっちゃった!〜（絵コンテ・作画監督）

### 劇場アニメ
2017年
- 虐殺器官（演出）